# Chiaurie
Chiaurie (en italien, Caprie) est une commune de la ville métropolitaine de Turin dans la région Piémont, en Italie.

Avant la période fasciste, le nom officiel était Chiavrie.

## Administration
| Période                                  | Période  | Identité            | Étiquette    | Qualité |
| ---------------------------------------- | -------- | ------------------- | ------------ | ------- |
| 14 juin 2004                             | En cours | Gian Andrea Torasso | lista civica |         |
| Les données manquantes sont à compléter. |          |                     |              |         |

### Hameaux
Celle, Novaretto, Campambiardo, Peroldrado

### Communes limitrophes
Condoue, Rubiane, Villar-sur-Doire, Saint-Ambroise, L'Écluse